# 戴安娜與阿克泰翁 (提香)
《戴安娜與阿克泰翁》是意大利文藝復興巨匠提香的繪畫作品，完成于1556–1559年間，是提香著名作品之一。描繪的是戴安娜和阿克特翁相遇的場景。2009年售出五千萬英鎊的高價。

## 歷史
《戴安娜與阿克泰翁》是描繪奧維德《變形記》的七幅名畫之一，當馬克西米利安二世拒絕了提香為他繪製這七幅畫之後，由腓力二世資助完成。 直到1704年被腓力五世送給法國大使為止，這幅畫都還是西班牙皇家藏品。在這之後由路易十四的侄子腓力二世收入他的收藏品中。在法國大革命之後的1791年，奧爾良藏品被路易斯·腓力二世賣給了布魯塞爾商人。 這名商人之後在倫敦展出了藏品中包括提香作品在內的多幅畫作。 包括該作品在內，藏品的很大一部份在1798年被佛朗西斯·埃格頓購下。

埃格頓之所以購買這些畫作可能時候到了他的侄子、喬治·萊韋森-高爾的影響，在埃格頓死後，這些作品便被遺贈給高爾，後者將這些作品放在布里奇沃特宅供大眾參觀，實際上在此之後這幅畫一直都沒有離開公眾視野。在布里奇沃特宅第一次見到這幅畫之後，威廉·黑兹利特寫道：
|  | 當看到這幅畫時我便震驚了...這是一種全新的感覺，一個新的天堂和新的世界出現在了我的面前 |

 1939年9月二戰爆發后，這幅畫被運往蘇格蘭保存，1945年至2009年間，這幅畫與《戴安娜和卡利斯托》及其他许多来自布里奇沃特家的共26幅藏品一起展出於蘇格蘭國立美術館。 約瑟夫·瑪羅德·威廉·透納 和盧西安·弗洛伊德曾說這兩幅畫“簡直是世界上最美的画”。

## 收購
這些藏品一直傳到第七代布里奇沃特公爵手中，2008年8月他表示有意願售出其中一些作品。 年末，他表示如果可能，願意以僅有市價三分之一的1億英鎊將這幅畫與《戴安娜和卡利斯托》一起賣給英國的美術館，否則將付之與拍賣會。最終蘇格蘭國立美術館和國家美術館湊齊了五千萬英鎊將《戴安娜與阿克泰翁》買下，并預計以同樣的價格在未來買下《戴安娜和卡利斯托》。 儘管有些人質疑公爵賣畫是爲了資助藝術學生的發言，而且伊恩·戴維森也認為在環球金融危機之下這種行動並不合理， 但是這一購畫行為還是得到了英國輿論的支持， 并得到了藝術基金100萬英鎊、 公眾捐款740萬英鎊、國家遺產紀念基金會1,000萬英鎊、 蘇格蘭國立美術館和國家美術館分別1,250萬英鎊的資助。 自2008年10月22日至12月14日， 該畫作在國家美術館一號廳展出。

## 外部連結
- High definition image on Google art （页面存档备份，存于）
- Diana and Actaeon - National Galleries of Scotland catalogue entry （页面存档备份，存于）
- Jones, Jonathan. . The Guardian (London). 28 August 2008  [2008-08-30]. （原始内容存档于2012-11-13）.